# Pedicularis tapaoensis
Pedicularis tapaoensis är en snyltrotsväxtart som beskrevs av Tsoong. Pedicularis tapaoensis ingår i släktet spiror, och familjen snyltrotsväxter. Inga underarter finns listade i Catalogue of Life.